# Bremen (pokrajina)
Slobodni hanzeatski grad Bremen je s 404 km² savezna zemlja u sjeverom dijelu Njemačke, na donjem toku i na utoku Wesera i obuhvaća dva grada koji su međusobno udaljeni 60 km, Bremen i Bremerhaven. Ta su dva grada razdvijena pokrajinom Donjom Saskom. Osim s Donjom Saskom, Bremenhaven na zapadu graniči sa Sjevernim morem. Ukupno oba grada zajedno (odnosno Pokrajina Bremen) imaju 664.000 stanovnika.

## Državni oblik

### Općenito
Prema ustavu Bremena, država nosi ime "Slobodni hanzeatski grad Bremen" i dio je njemačke Republike i Europe. Nadalje, Bremenska država se svojim Ustavom izjašnjava za demokraciju, socijalnu državu, slobodu, zaštitu prirodnog okoliša, mir, i razumijevanje među narodima. Sva vlast u Bremenu proizlazi iz naroda. 

### Zakonodavstvo
Zakonodavnu vlast tvori Vijeće građana (usporedivo sa skupštinom pokrajine), čiji se članovi biraju u izbornim jedinicama Bremena i Bremerhavena na općim, neposrednim i tajnim izborima na rok od četiri godine. Osim toga, pravo na vršenje zakonodavne vlasti imaju građani i direktno, na referendumu. Vijeće građana se sastoji od 83 zastupnika. U gradu Bremenu se bira 67 zastupnika, od kojih su njih 66 istovremeno i članovi Gradskog vijeća Bremena i zajedno s gradskim Senatom snose odgovornost za grad Bremen. Bremerhaven ima svoja vlastita gradska tijela: župana, gradonačelnika, upravni organ (Magistrat) i svoju Gradsku skupštinu.    

### Izvršna vlast
Izvršnu vlast ima Senat (usporedivo sa "zemaljskom" odnosno pokrajinskom vladom). Vijeće građana većinom glasova bira članove Senata na isto razdoblje na koje su i sami izabrani. Pri tome se prvo u odvojenom postupku bira predsjednik Senata. Jednu trećinu članova Senata mogu činiti državni savjetnici koje predlaže Senat, a bira Vijeće građana. U usporedbi s vladama drugih pokrajina, Senat ima izraženo kolektivni karakter, što se očituje prije svega tako, da predsjednik Senata nema ovlasti usmjeravanja odlučivanja. Članovi Senata ne mogu istovremeno biti i članovi Vijeća građana.

### Sudbena vlast
Sudbenu vlast provode nezavisni suci. Članove sudova bira tijelo sastavljeno od određenog broja članova Senata, Vijeća građana i sudaca. 
Za pitanja vezana za Ustav Bremena postoji Ustavni sud čiji je jedan član obavezno predsjednik Vrhovnog upravnog suda Bremena ili njegov zastupnik, dok preostalih šest bira Vijeće građana na vrijeme na koje su i oni izabrani. Članovi Ustavnog suda ne smiju biti članovi Vijeća građana. 

## Upravna podjela
Zemlja Bremen se sastoji od dva grada:
- Bremen
- Bremerhaven

## Stanovništvo
Stanovništvo prvobitno potječe od Donjosaksonaca i Frizijaca.

## Priroda
Iako je Bremen malena pokrajina, ima puno neizgrađenih površina koje su prepuštene prirodi, koje su u oba dijela pokrajine usporedive. Uz rijeke Wümme, Lesum, Ochtum i Geeste su plodni močvarni pašnjaci, stari rukavci koji su dijelom pod zaštitom i puni su izvorne flore i faune. Ta područja su omiljena izletišta stanovnika oba grada. 

## Gospodarstvo
Značajne gospodarske djelatnosti su uvoz kave i izvoz automobila.
Bremen i Bremerhaven su uzeti zajedno, druga po veličini morska luka u Njemačkoj. Pri tome je težište posebno na prometu automobila, kontejnerski terminal i ribarska luka u Bremerhavenu kao i u Bremenu. 
Dva dijela Pokrajine povezana su međusobno, ali i s drugim dijelovima Njemačke, Cuxhavenom i Hamburgom elektrificiranom željeznicom, kao i autocestom A27.

## Povijest
Zemlja Bremen je nasljednik srednjovjekovne tradicije hanze i duhovne kneževine Bremen koja je obuhvaćala velike dijelove područja između Vezera i Elbe. Nakon što je Vestfalskim mirom 1648. kneževina pripala Švedskoj a kasnije kraljevini Hannover, grad Bremen je ostao nezavisan carski grad. Zbog velike količine pijeska koju Vezer sa sobom donosi i odlaže na dno, trebalo je nizvodno graditi novu luku, izgrađene su nove, Vegesack, koji je danas dio grada Bremena, i Bremerhaven. U razdoblju od 1855. do 1867., prije negoje pristupio Sjevernonjemačkom savezu, je čak izdavao vlastite poštanske marke. 
Nakon 2. svjetskog rata je Bremen bio luka vojske SADa, i bio u stvari svojevrsna američka enklava unutar britanske okupacijske zone, što je Zemlji nakon rata osiguralo nastavak postojanja kao samostalne Pokrajine.

## Jezik
U pokrajini se govori bremenskim dijalektom. 

## Vanjske poveznice
- Fotografije iz Bremena  Arhivirana inačica izvorne stranice od 20. ožujka 2007. (Wayback Machine)